# Skeleton Twins
Skeleton Twins (originaltitel: The Skeleton Twins) är en amerikansk dramakomedi från 2014, regisserad av Craig Johnson. Huvudrollerna spelas av Kristen Wiig och Bill Hader.

## Handling
Syskonen Milo och Maggie träffas för första gången på länge sedan de båda två försökt begå självmord. Maggie besöker sin bror på ett lasarett i Kalifornien där han vårdas. Hon föreslår att Milo följer med henne hem till deras hemtrakter i New York. Han går motvilligt med på förslaget. 

## Om filmen
Skeleton Twins spelades in 2012 i Brooklyn, New York. Filmen hade premiär på Sundance Film Festival i januari 2014.

## Medverkande
- Kristen Wiig - Maggie
- Bill Hader - Milo
- Luke Wilson - Lance, Maggies make

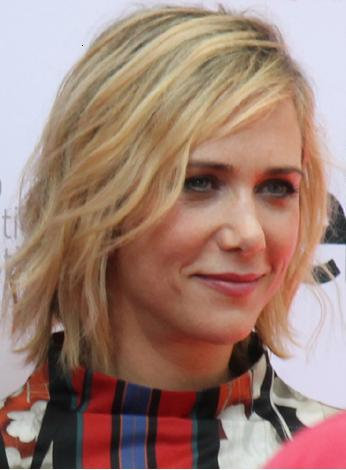
Kristen Wiig, 2014

- Ty Burrell - Rich, Milos tidigare älskare
- Truck Hudson - Säkerhetsvakt
- Boyd Holbrook - Billy, Maggies dykinstruktör
- Joanna Gleason - Judy, Maggie och Milos mamma
- Paul Castro Jr. - Eric
- David Garelik - Student på college